# Parche
Parche (nep. पर्चे) – gaun wikas samiti w zachodniej części Nepalu w strefie Gandaki w dystrykcie Kaski. Według nepalskiego spisu powszechnego z 2001 roku liczył on 646 gospodarstw domowych i 2979 mieszkańców (1622 kobiet i 1357 mężczyzn).